# Жак Ербран
Жак Ербран (фр. Jacques Herbrand, 12 лютого 1908 — 27 липня 1931) — французький математик. Хоча він помер у 23 роки, він вважався одним з «найвидатніших математиків молодшого покоління» його професорами були Гельмут Гассе і Ріхард Курант.
Він працював над математичною логікою та теорією полів класів. Він увів поняття функціональної рекурсії. Теорема Ербрана стосується двох зовсім різних теорем. Перша теорема є результатом його дисертаційної роботи з теорії доказів, а інша половина — теорема Ербрана-Рібета. Ербран фактор, як ейлерова характеристика, використовується в гомологічній алгебрі. Його внесок в програму Гільберта стосується основ математики. Ним наведено конструктивний доказ несуперечності слабкої системи арифметики. Доказ використовує вищезгадану, теорему-доказ Ербрана.

## Біографія
Ербран отримав свій докторський ступінь у Вищій нормальній школі в Парижі під керівництвом Ернеста Вессіо в 1929. Він вступив до армії в жовтні 1929, однак, так і не захистив кандидатську дисертацію в Сорбонні до наступного року. Отримав нагороду Фонду Рокфеллера, що дозволило йому вчитися в Німеччині в 1931, спочатку з Джоном фон Нейманом в Берліні, а потім у червні з Еміль Артін в Гамбурзі, і, нарешті, з Еммі Нетер в Геттінгені.
На початку 1931 року Ербран представив свою основні дослідження теорії доведень та загальних рекурсивних функцій в роботі «Про несуперечності арифметики». У той час як есе було на розгляді, Гедель у листі «Про формальну нерозв'язність тверджень Principia Mathematica та пов'язаних систем I» оголосив про неможливість формалізації доказу теорії. Ербран вивчив статтю Геделя та написав додаток до свого дослідження, в якому пояснив, чому результати Геделя не суперечать його власним. У липні того ж року, при сходженні у французьких Альпах з двома друзями, він насмерть розбився в гранітних горах масиву де Екрінс. «Несуперечності арифметики» було опубліковано посмертно.

## Цитати
«Жак Ербран ненавидів би Бурбак» сказав французький математик Клод Шевальє, процитовано в Мішель Чочан «Ніколя Бурбакі факти і легенди», Éditions du choix, 1995.